# 964 Subamara
964 Subamara eller 1921 KS är en asteroid i huvudbältet, som upptäcktes den 27 oktober 1921 av den österrikiske astronomen Johann Palisa. Den är uppkallad efter det latinska ordet Subamara.
Asteroiden har en diameter på ungefär 19 kilometer.